# くつろぎ (高崎鉄道管理局)

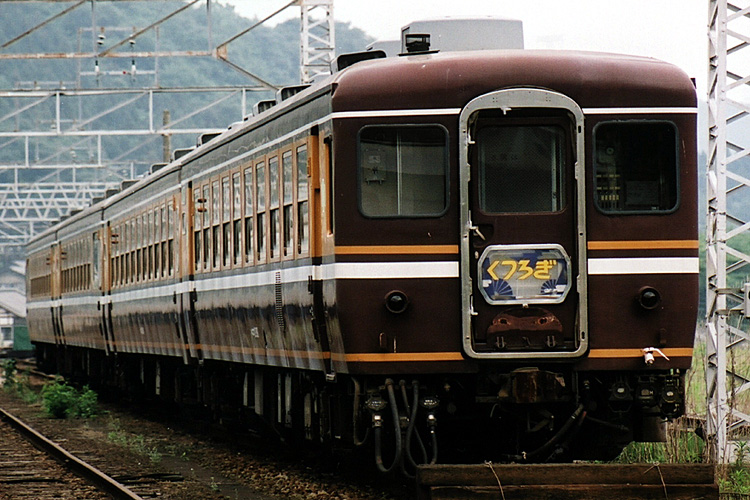
横川駅に留置されている「くつろぎ」

くつろぎは、日本国有鉄道（国鉄）が1983年（昭和58年）に登場させた和式客車で、ジョイフルトレインと呼ばれる車両の一種である。
1987年（昭和62年）4月の国鉄分割民営化以降は東日本旅客鉄道（JR東日本）が1999年（平成11年）まで保有していた。

## 概要
国鉄高崎鉄道管理局が1983年に登場させた、車内をお座敷にした和式客車である。いずれの車両も12系客車より改造されており、両端の車両はスロフ12形800番台、中間の車両はオロ12形800番台である。改造は幡生工場（現・下関総合車両所本所）が担当した。

## 車両
各車の愛称は、旧上野国をはじめとする北関東の山の名前から採られている。全車両がグリーン車扱いである。
- 1号車：スロフ12 822（旧スハフ12 109）「赤城」
- 2号車：オロ12 841（旧オハ12 170）「榛名」
- 3号車：オロ12 843（旧オハ12 175）「妙義」- サロン室
- 4号車：オロ12 842（旧オハ12 176）「浅間」- サロン室
- 5号車：オロ12 844（旧オハ12 177）「秩父」
- 6号車：スロフ12 821（旧スハフ12 108）「男体」

### 客室
車内は畳敷きで、脚を畳めるテーブルが並べられていた。客室の一部を衝立と襖で仕切り、通路とはカーテンで仕切ることも可能である。一方の車端部には小さな演台が設けられ、スタンドマイクなどを設置できるようにしていた。もう一方には床の間があった。
また、3号車と4号車にはソファーの置かれたサロン室も設けられており、客室部分とはパーテーションで区切られていた。
なお、「江戸」や「やすらぎ」にあったような展望室は設けられなかった。

## 運用

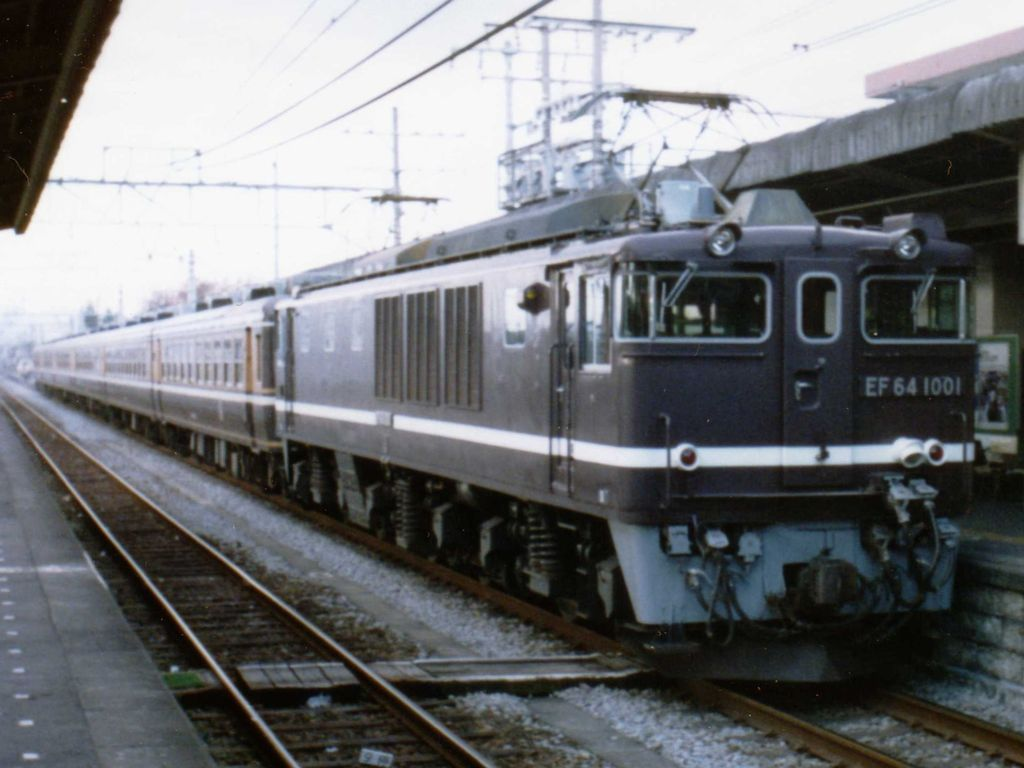
EF64 1001に牽引される「くつろぎ」

首都圏を中心に団体列車として運用され、大口の団体では同区の「やすらぎ」との連結も見られた。
登場当時の塗装は青20号をベースカラーとしてクリーム10号の帯を幅325mmで1本入れたものだったが、1987年3月からぶどう色を基調に車体中央に白帯・窓周りと車体裾が金のシックな塗装となった。同時期に電気機関車EF64 1001がぶどう色に白帯の塗装に変更されており、同機が牽引機関車の任に就くことが多かった。
上信電鉄上信線や秩父鉄道秩父本線に乗り入れた実績もある。

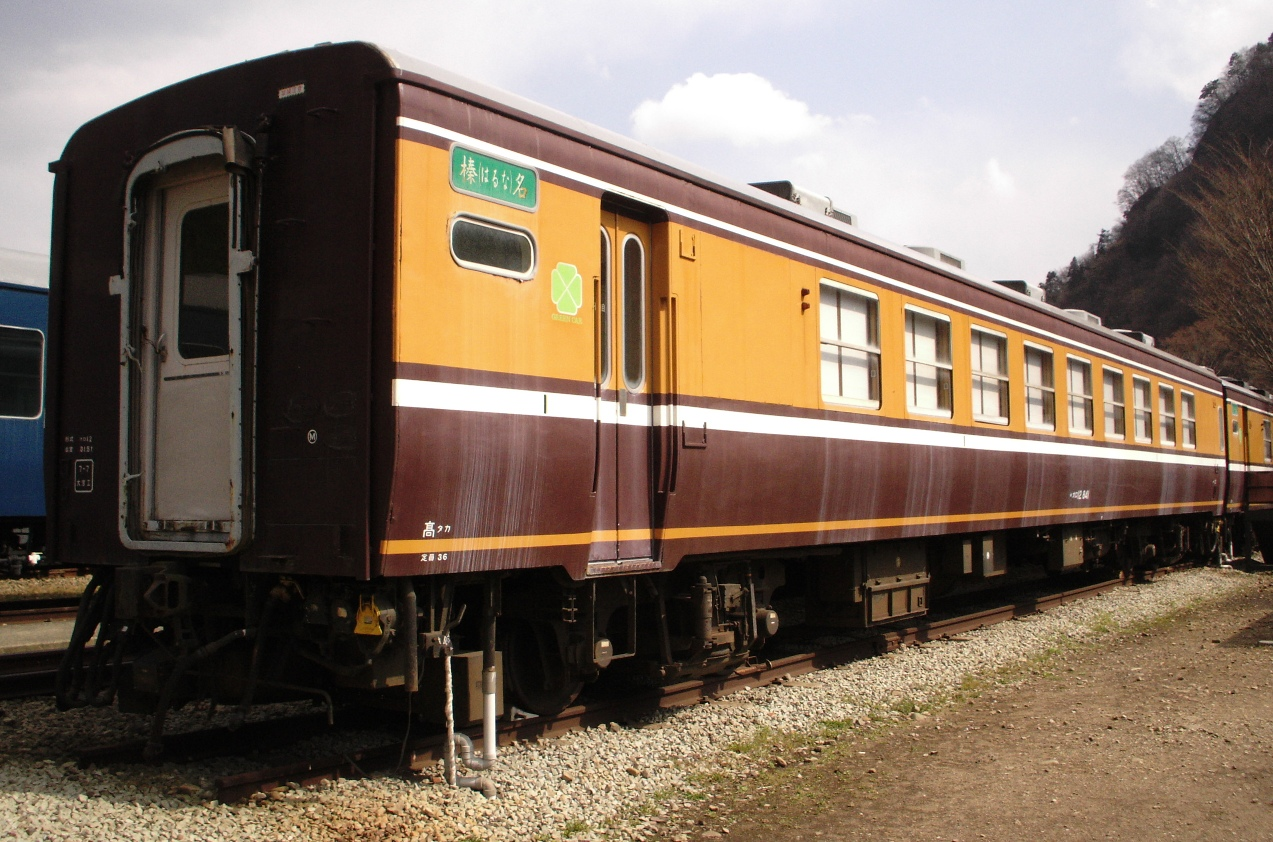
保存されている「くつろぎ」

老朽化のため1999年9月29日に蒸気機関車D51 498牽引によるさよなら運転をもって引退。その後は横川駅に全車が留置されたのち、1号車と2号車が碓氷峠鉄道文化むらに展示され、3 - 6号車は2006年1月に現地解体された。